# Pholidoscelis fuscatus
Pholidoscelis fuscatus (домініканська амейва) — вид ящірок родини теїдових (Teiidae). Ендемік Домініки.

## Поширення і екологія
Домініканські амейви є ендеміками острова Домініки в архіпелазі Малих Антильських островів. Вони живуть в прибережних кокколобових заростях, в сухих тропічних лісах і мангрових лісах, на узліссях, трапляються на плантаціях. Всеїдні, живляться плодами, безхребетними, яйцями і молодими ящірками. Відкладають яйця.